# کوندوروش
کوندوروش (به مجاری:  Kondoros) یک منطقهٔ مسکونی در مجارستان است که در ناحیه سارواش واقع شده‌است. کوندوروش ۸۱٫۸۴ کیلومتر مربع مساحت و ۵٬۳۵۵ نفر جمعیت دارد.

## خواهرخوانده
شهرهای کیکیندا و هانهوفن خواهرخوانده‌های کوندوروش هستند.